# تشيهيرو ماتو
تشيهيرو ماتو (باليابانية: 的場 千尋) (26 فبراير 1980 في هيروشيما في اليابان – )؛ هو لاعب كرة قدم سابق كان يلعب كلاعب وسط.